# Enrico di Nassau-Dillenburg
Enrico di Nassau-Dillenburg (Dillenburg, 28 agosto 1641 – Dillenburg, 18 aprile 1701) fu un principe di Nassau-Dillenburg dal 1662 fino alla sua morte. Era figlio di Giorgio Luigi, principe ereditario di Nassau-Dillenburg (1618 – 1656) e di sua moglie, Anna Augusta (17 dicembre 1612 – 9 giugno 1673), una figlia del duca Enrico Giulio di Brunswick-Wolfenbüttel.

## Biografia
Studiò all'accademia di Herborn, che avrebbe goduto di una ripresa durante il suo governo, e in Francia. Dopo aver completato gli studi, servì nell'esercito olandese, dove raggiunse il grado di comandante. Quando suo nonno, Luigi Enrico, morì nel 1662, egli ereditò la contea, poiché suo padre era già morto. Quando suo zio Adolfo morì senza eredi maschi nel 1676, ereditò anche Nassau-Schaumburg.
Il suo regno è considerato competente, ma non spettacolare. Tentò, senza successo, di rivendicare l'eredità di suo suocero, Giorgio III di Brieg. Dopo la sua morte, gli successe il maggiore dei suoi figli maschi Guglielmo II, e quando anche Guglielmo morì senza figli maschi, dal figlio minore Cristiano.

## Matrimonio e figli
Sposò nel 1663 Dorotea Elisabetta, figlia del duca Giorgio III di Brieg.
- Giorgio Luigi (21 giugno 1667 - 25 luglio 1681)
- Guglielmo II (28 agosto 1670 - 21 settembre 1724), sposò il 13 gennaio 1699 a Harzgerode Giovanna Dorotea (1676 - 1727), figlia del duca Augusto di Schleswig-Holstein-Sonderburg-Plön-Norburg
- Carlo (4 febbraio 1672 - 28 aprile 1672)
- Adolfo (7 marzo 1673 - 1 giugno 1690, caduto nella battaglia di Fleurus)
- Federico Enrico (10 November 10 - 24 luglio 1681)
- Luigi Enrico (10 ottobre 1681 - 13 gennaio 1710)
- Giovanni Giorgio (28 gennaio 1683 - 10 maggio 1690)
- Cristiano (11 agosto 1688 - 28 agosto 1739), sposò il 15 aprile 1725 nel castello di Oranienstein Isabella di Nassau-Dietz (1692–1757)
- Enrico (1689)
- Sofia Augusta (28 aprile 1666 - 14 gennaio 1733), sposò il 20 ottobre 1695 nel castello di Frederiksborg il principe Guglielmo Ludovico di Anhalt-Harzgerode (1643–1709)
- Albertina (8 agosto 1668 - 13 agosto 1719), suora nell'abbazia di Herford
- Federica Amalia (28 dicembre 1674 - 28 luglio 1724)
- Elisabetta Dorotea (25 gennaio 1676 - 25 luglio 1676)
- Guglielmina Enrichetta (6 agosto 1677 - 28 agosto 1727)
- Carlotta Amalia (13 giugno 1680 - 11 ottobre 1738), sposò nell'aprile 1706 il principe Guglielmo Enrico di Nassau-Usingen (1684–1718)
- Elisabetta Dorotea (5 giugno 1685 - 20 gennaio 1686)

## Ascendenza
|                                                                                   |                                                                          |                                                  | Genitori                                                                   |  |  | Nonni |  |  | Bisnonni                                |  |  | Trisnonni                                    |  |
|                                                                                   |                                                                          |                                                  |                                                                            |  |  |       |  |  | Giorgio, XIV conte di Nassau-Dillenburg |  |  | Giovanni VI, XIII conte di Nassau-Dillenburg |  |
|                                                                                   |                                                                          |                                                  |                                                                            |  |  |       |  |  | Giorgio, XIV conte di Nassau-Dillenburg |  |  | Giovanni VI, XIII conte di Nassau-Dillenburg |  |
|                                                                                   |                                                                          | Elisabetta di Leuchtenberg                       |                                                                            |  |  |       |  |  | Giorgio, XIV conte di Nassau-Dillenburg |  |  |                                              |  |
| Luigi Enrico, I principe di Nassau-Dillenburg                                     |                                                                          |                                                  |                                                                            |  |  |       |  |  | Giorgio, XIV conte di Nassau-Dillenburg |  |  |                                              |  |
|                                                                                   |                                                                          | Anna Amalia di Nassau-Saarbrücken                | Filippo IV, VIII conte di Nassau-Weilburg e VI conte di Nassau-Saarbrücken |  |  |       |  |  |                                         |  |  |                                              |  |
|                                                                                   |                                                                          | Anna Amalia di Nassau-Saarbrücken                | Filippo IV, VIII conte di Nassau-Weilburg e VI conte di Nassau-Saarbrücken |  |  |       |  |  |                                         |  |  |                                              |  |
|                                                                                   |                                                                          | Anna Amalia di Nassau-Saarbrücken                | Erica di Manderscheid-Blankenheim                                          |  |  |       |  |  |                                         |  |  |                                              |  |
| Giorgio Luigi, principe ereditario di Nassau-Dillenburg                           |                                                                          | Anna Amalia di Nassau-Saarbrücken                |                                                                            |  |  |       |  |  |                                         |  |  |                                              |  |
|                                                                                   |                                                                          | Ludovico I, VI conte di Sayn-Wittgenstein        | Guglielmo I, V conte di Sayn-Wittgenstein                                  |  |  |       |  |  |                                         |  |  |                                              |  |
|                                                                                   |                                                                          | Ludovico I, VI conte di Sayn-Wittgenstein        | Guglielmo I, V conte di Sayn-Wittgenstein                                  |  |  |       |  |  |                                         |  |  |                                              |  |
|                                                                                   |                                                                          | Ludovico I, VI conte di Sayn-Wittgenstein        | Giovannetta di Isenburg-Neumagen                                           |  |  |       |  |  |                                         |  |  |                                              |  |
| Caterina di Sayn-Wittgenstein                                                     |                                                                          | Ludovico I, VI conte di Sayn-Wittgenstein        |                                                                            |  |  |       |  |  |                                         |  |  |                                              |  |
|                                                                                   |                                                                          | Elisabetta di Solms-Laubach                      | Federico Magnus I, I conte di Solms-Laubach                                |  |  |       |  |  |                                         |  |  |                                              |  |
|                                                                                   |                                                                          | Elisabetta di Solms-Laubach                      | Federico Magnus I, I conte di Solms-Laubach                                |  |  |       |  |  |                                         |  |  |                                              |  |
|                                                                                   |                                                                          | Elisabetta di Solms-Laubach                      | Agnese di Wied                                                             |  |  |       |  |  |                                         |  |  |                                              |  |
| Enrico, II principe di Nassau-Dillenburg                                          |                                                                          | Elisabetta di Solms-Laubach                      |                                                                            |  |  |       |  |  |                                         |  |  |                                              |  |
|                                                                                   | Giulio, XV principe di Brunswick-Wolfenbüttel e VI principe di Calenberg | Enrico V, XIV principe di Brunswick-Wolfenbüttel |                                                                            |  |  |       |  |  |                                         |  |  |                                              |  |
|                                                                                   | Giulio, XV principe di Brunswick-Wolfenbüttel e VI principe di Calenberg | Enrico V, XIV principe di Brunswick-Wolfenbüttel |                                                                            |  |  |       |  |  |                                         |  |  |                                              |  |
|                                                                                   | Giulio, XV principe di Brunswick-Wolfenbüttel e VI principe di Calenberg | Maria di Württemberg-Mömpelgard                  |                                                                            |  |  |       |  |  |                                         |  |  |                                              |  |
| Enrico Giulio, XVI principe di Brunswick-Wolfenbüttel e VII principe di Calenberg | Giulio, XV principe di Brunswick-Wolfenbüttel e VI principe di Calenberg |                                                  |                                                                            |  |  |       |  |  |                                         |  |  |                                              |  |
|                                                                                   |                                                                          | Edvige di Brandeburgo                            | Gioacchino II, XII principe elettore di Brandeburgo                        |  |  |       |  |  |                                         |  |  |                                              |  |
|                                                                                   |                                                                          | Edvige di Brandeburgo                            | Gioacchino II, XII principe elettore di Brandeburgo                        |  |  |       |  |  |                                         |  |  |                                              |  |
|                                                                                   |                                                                          | Edvige di Brandeburgo                            | Edvige di Polonia                                                          |  |  |       |  |  |                                         |  |  |                                              |  |
| Anna Augusta di Brunswick-Wolfenbüttel                                            |                                                                          | Edvige di Brandeburgo                            |                                                                            |  |  |       |  |  |                                         |  |  |                                              |  |
|                                                                                   |                                                                          | Federico II, re di Danimarca                     | Cristiano III, re di Danimarca                                             |  |  |       |  |  |                                         |  |  |                                              |  |
|                                                                                   |                                                                          | Federico II, re di Danimarca                     | Cristiano III, re di Danimarca                                             |  |  |       |  |  |                                         |  |  |                                              |  |
|                                                                                   |                                                                          | Federico II, re di Danimarca                     | Dorotea di Sassonia-Lauenburg                                              |  |  |       |  |  |                                         |  |  |                                              |  |
| Elisabetta di Danimarca                                                           |                                                                          | Federico II, re di Danimarca                     |                                                                            |  |  |       |  |  |                                         |  |  |                                              |  |
|                                                                                   |                                                                          | Sofia di Meclemburgo-Güstrow                     | Ulrico III, II duca di Meclemburgo-Güstrow                                 |  |  |       |  |  |                                         |  |  |                                              |  |
|                                                                                   |                                                                          | Sofia di Meclemburgo-Güstrow                     | Ulrico III, II duca di Meclemburgo-Güstrow                                 |  |  |       |  |  |                                         |  |  |                                              |  |
|                                                                                   |                                                                          | Sofia di Meclemburgo-Güstrow                     | Elisabetta di Danimarca                                                    |  |  |       |  |  |                                         |  |  |                                              |  |
|                                                                                   |                                                                          | Sofia di Meclemburgo-Güstrow                     |                                                                            |  |  |       |  |  |                                         |  |  |                                              |  |